# Зиппель, Вилли
Вилли Зиппель (нем. Willi Sippel; 20 марта 1929) — немецкий футболист, защитник. Выступал за сборную Саара.

## Биография

### Клубная карьера
На клубном уровне Зиппель выступал за клубы немецкой Оберлиги «Нюрнберг» (южная зона) и «Боруссия» Нойнкирхен (юго-западная зона). В составе «Нюрнберга» становился победителем южной зоны в сезоне 1950/51.

### Карьера в сборной
Дебютировал за сборную Саара 5 июня 1954 года в товарищеском матче со сборной Уругвая (1:7), который завершился крупнейшим поражением в истории сборной Саара. В том же году он провёл ещё два товарищеских матча против Югославии и второй сборной Франции, а свой последний матч за сборную Саара сыграл 1 мая 1955 года против второй сборной Португалии.